# Antequera (Bohol)
Pour les articles homonymes, voir Antequera (homonymie).

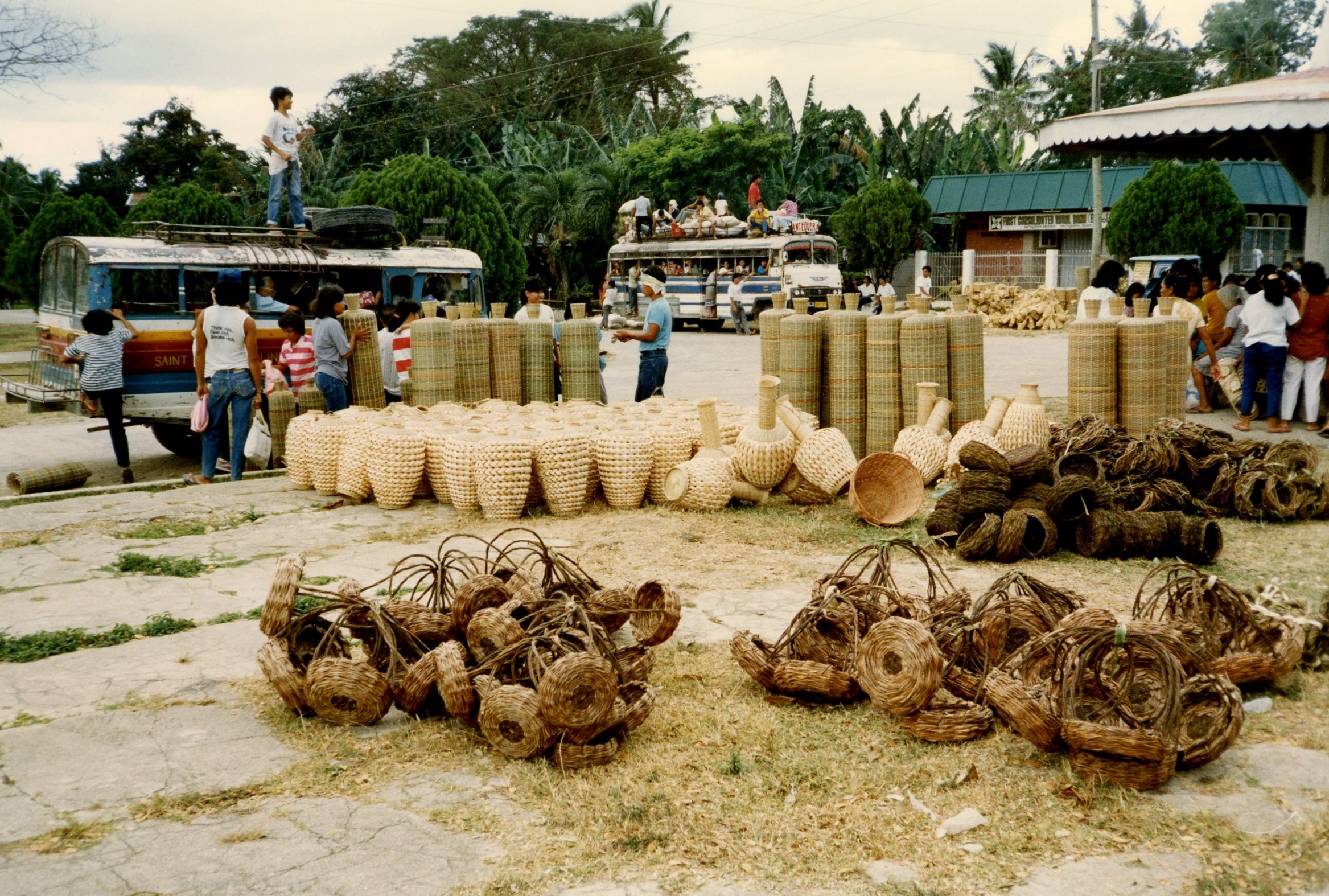
Marché de paniers à Antequera

Antequera est une municipalité de la province de Bohol.
On compte 21 barangays :
| - Angilan - Bantolinao - Bicahan - Bitaugan - Bungahan - Canlaas - Cansibuan - Can-omay - Celing - Danao - Danicop | - Mag-aso - Poblacion - Quinapon-an - Santo Rosario - Tabuan - Tagubaas - Tupas - Ubojan - Viga - Villa Aurora (amet pisot) |